# De guerre lasse (roman)
Pour l’adaptation cinématographique du roman par Robert Enrico, voir De guerre lasse (film).
 (février 2020).
Si vous disposez d'ouvrages ou d'articles de référence ou si vous connaissez des sites web de qualité traitant du thème abordé ici, merci de compléter l'article en donnant les références utiles à sa vérifiabilité et en les liant à la section « Notes et références ».
De guerre lasse est le quinzième roman de Françoise Sagan, publié en 1985. Il est dédié à son fils Denis.

## Résumé
En 1942, pendant la Seconde Guerre mondiale, Charles Sambrat, un amateur d'aventures sans lendemain, dirige une usine dans le Dauphiné. Son ami Jérôme s'est engagé dans la Résistance et organise des filières d'évasion.
Un jour, Jérôme présente Alice Fayatt à Charles, qui en tombe aussitôt amoureux. Il essaiera de la conquérir et de la protéger contre les risques que Jérôme lui fait prendre. Il devra également "l'arracher à la jalousie et à la fureur de son ami".  "C'est donc seul, et "de guerre lasse" que Charles Sambrat s'engagera dans la résistance"".

## Adaptation cinématographique
- 1987 : De guerre lasse, film français de Robert Enrico, avec Nathalie Baye et Christophe Malavoy